# Palacio del Gobernador (Rodas)
El palacio del Gobernador de Rodas, en griego moderno: Διοικητήριο Ρόδου,  es un edificio histórico griego situado en la ciudad de Rodas que, desde 1948 hasta 2011 ha sido Prefectura del Dodecaneso (νομαρχία Δωδεκανήσου). Desde su construcción en 1927, fue la sede de los Gobernadores de las Islas Italianas del mar Egeo, parte del imperio colonial italiano del reino de Italia.

## Descripción
El edificio, cuyas fachadas principales miran a un lateral del puerto de Mandraccio y al Foro Italico, se construyó entre 1926 y 1927, a partir de un proyecto del arquitecto italiano Florestano Di Fausto, en estilo neogótico, imitando el gótico del palacio Ducal de Venecia.
Se trata de una construcción en piedra blanca y rosa de Lindos, con una galería abierta de arcos apuntados en la planta a nivel del suelo, y en cuyo interior se incorporaron pavimentos de mayólica y lámparas en vidrio de Murano.